# کازوریا
شهر  کازوریا (به ایتالیایی: Casoria) با جمعیت ۸۰٬۳۳۱ نفر  در ناحیه کامپانیا در کشور ایتالیا واقع شده‌است.